# 인흥역
인흥역(仁興驛)은 조선민주주의인민공화국 함경남도 금야군 인흥로동자구에 위치한 평라선의 역이다. 여객과 화물을 모두 취급한다.

## 연혁
- 1919년 12월 15일: 함경선 영흥 - 함흥 간 개통과 함께 마장역(馬場驛)으로 영업 개시[2]
- 일자 불명: 평라선으로 편입
- 일자 불명: 인흥역으로 개명.